# غوستافو مارتينيز
غوستافو مارتينيز (12 نوفمبر 1972 بوينس آيرس الأرجنتين - ) هو لاعب كرة قدم أرجنتيني سابق كان يلعب كمهاجم. لعب مارتينيز في بلده الأم وكوستاريكا وهندوراس. وهو حاليا مدرب ريال بوكوسي  من القسم الثاني من دوري كوستاريكا.